# Südliche Baumwollratte
Die Südliche Baumwollratte (Sigmodon hirsutus) ist ein Nagetier in der Familie der Wühler, das in Mittel- und Südamerika vorkommt.
Das Taxon galt längere Zeit als Unterart der Stachligen Baumwollratte (Sigmodon hispidus). Seit Beginn des 21. Jahrhunderts ist es als Art anerkannt. Laut einer Studie von 2002 ist die Südliche Baumwollratte die Schwesterart der Allen-Baumwollratte (Sigmodon alleni).

## Merkmale
Die Südliche Baumwollratte erreicht eine Gesamtlänge von 22,5 bis 36,5 cm sowie ein Gewicht von 100 bis 225 g. Die Oberseite ist mit dunkelbraunem bis schwarzem Fell bedeckt, in das einige graue Haare eingemischt sind. Auf der Unterseite kommt hellgraues Fell vor, das eine hellbraune Schattierung aufweisen kann. Der dunkle Schwanz ist nur mit wenigen Haaren bedeckt. Die deutlichsten Abweichungen zur Stachligen Baumwollratte liegen im genetischen Bereich.

## Verbreitung
Das Verbreitungsgebiet der Art reicht vom Bundesstaat Chiapas im Süden Mexikos über Mittelamerika bis Kolumbien und Venezuela. Eine Population im Hochland von Chiapas und Guatemala gilt gelegentlich als Unterart (Sigmodon hirsutus zanjonensis) und könnte eine eigene Art darstellen. Die Südliche Baumwollratte hält sich in Grasländern und Brachflächen mit verstreuten Büschen auf nutzt verschiedenartige Wälder als Lebensraum. Sie wird häufig in Plantagen angetroffen.

## Lebensweise
Dieser Wühler ist vorwiegend tagaktiv. In Regionen mit dichtem Bestand können einige Exemplare nachtaktiv sein. Die Südliche Baumwollratte frisst meist grüne Pflanzenteile, die mit Samen, Pilzen und Insekten komplettiert werden. Die Art baut aus Gräsern und anderen Pflanzenteilen ein Nest, das unter Totholz, zwischen Felsen oder in Grasballen versteckt wird. Sie nutzt weiterhin verlassene unterirdische Baue anderer Tiere.
Die Südliche Baumwollratte wird von Schleiereulen sowie vermutlich von anderen Beutegreifern gejagt.

## Status
Für die Art liegen keine nennenswerten Bedrohungen vor. Sie wird von der IUCN als nicht gefährdet (Least Concern) gelistet.

## Belege
1. ↑  Don E. Wilson, DeeAnn M. Reeder (Hrsg.): Mammal Species of the World. A taxonomic and geographic Reference. 3. Auflage. 2 Bände. Johns Hopkins University Press, Baltimore MD 2005, ISBN 0-8018-8221-4 (englisch, Sigmodon hirsutus).
2. ↑  G. Ceballos: Southern Cotton Rat, Mammals of Mexico, Johns Hopkins University Press, Baltimore MD u. a. 2014, S. 718–720
3. 1 2 3 4  Sigmodon hirsutus in der Roten Liste gefährdeter Arten der IUCN 2016. Eingestellt von: Delgado, C., Aguilera, M., Timm, R. & Samudio, R., 2016. Abgerufen am 12. März 2017.